# Le Retour d'un pèlerinage à saint Antoine
Le Retour d'un pèlerinage à saint Antoine est un tableau réalisé vers 1550 par Pieter Aertsen et conservé au Musée Oldmasters de Bruxelles.

## Description
Le sujet du tableau est un pèlerinage en l'honneur d'Antoine d'Égypte, saint populaire au XVIe siècle. Il est représenté avec une croix Tau et un cochon. Les membres du cortège sont des Antonites, qui montrent une statue du saint ainsi que ses symboles : un cochon et la croix Tau sur la gauche. Aertsen place les différentes étapes chronologiques du pèlerinage dans une même continuité spatiale.
Les cochons des Antonites étaient des cochons sacrés qui étaient abattus lors de certaines fêtes. La viande était distribuée parmi les pauvres, mais selon d'autres, elle était transformée en médicament pour guérir le soi-disant feu de Saint-Antoine (ergotisme). Saint Antoine est souvent représenté avec du feu à ses pieds. Sur la droite se trouve un mendiant blessé avec une béquille en T, entouré de crânes qui sont probablement des cochons. Souffre-t-il d'ergotisme ? En tout cas, Antoine de Padoue est mort du feu de Saint-Antoine.